# تیم ملی فوتبال گوادلوپ
تیم ملی فوتبال گوادلوپ نمایندهٔ کشور گوادلوپ در مسابقات بین‌المللی است که زیر نظر فدراسیون فوتبال گوادلوپ فعالیت می‌کند.
اولین بازی رسمی این تیم در تاریخ ۱۹۳۴ میلادی در برابر تیم ملی فوتبال مارتینیک برگزار شده‌است.